# 베이징 자수
베이징 자수는 베이징, 상하이, 장쑤어 쑤저우, 후난성 창사 지역에서 내려온 중국 4대 자수 중 하나다.